# Parijs-Roubaix 1949
De 47ste editie van de wielerwedstrijd Parijs-Roubaix werd gereden op 18 april 1949. De wedstrijd was 244km lang. De Italiaan Serse Coppi en de Fransman André Mahé werden allebei aangeduid als winnaar. Titelverdediger Rik Van Steenbergen kwam tijdens de wedstrijd ten val.

## Verloop
Vooraf aan de wedstrijd werd er een duel verwacht tussen Fausto Coppi en titelverdediger Rik Van Steenbergen. De laatste kwam tijdens de rit ten val en diende op te geven. De wedstrijd had een vroege vlucht. Aan het einde van de rit was er een kopgroep met André Mahé en Frans Leenen. Zij en de dichtbijzijnde achtervolger Jésus-Jacques Moujica werden de verkeerde richting opgestuurd naar de Vélodrome, zij moesten dan via de voordeur de Velodrome binnengaan. Dit was 220 meter langer dan de normale parcours. Mahé was de eerste die over de eindstreep ging. Het peloton volgde een beetje later, hierin was Serse Coppi, broer van Fausto Coppi, eerst voor André Declerck. Eerst werd André Mahé uitgeroepen tot winnaar. Maar beide Coppi's, die door de wielerploeg Bianchi werden gesteund, zeiden dat Mahé het parcours niet had gerespecteerd. Hierna werd Serse Coppi uitgeroepen tot winnaar. Uiteindelijk besloot de UCI in augustus 1949 Serse Coppi en Mahé beiden uit te roepen tot winnaar.

## Uitslag
| Plaats | Naam                  | Ploeg              | Tijd     |
| ------ | --------------------- | ------------------ | -------- |
| 1      | Serse Coppi           | Bianchi-Ursus      | 6u11'59" |
| 1      | André Mahé            | Stella-Dunlop      | z.t.     |
| 3      | Frans Leenen          | Starnord           | z.t.     |
| 4      | Georges Martin        | Rhonson            | z.t.     |
| 5      | Jésus-Jacques Moujica | Mercier-Hutchinson | z.t.     |
| 6      | André Declerck        | Bertin             | z.t.     |
| 7      | Florent Mathieu       | Rochet             | z.t.     |
| 8      | Roger Gyselinck       | Groene Leeuw       | z.t.     |
| 9      | Achiel Buysse         | Thompson           | z.t.     |
| 10     | Albert Anciaux        | Peugeot            | z.t.     |

1896 · 
1897 · 
1898 · 
1899 · 
1900 · 
1901 · 
1902 · 
1903 · 
1904 · 
1905 · 
1906 · 
1907 · 
1908 · 
1909 · 
1910 · 
1911 · 
1912 · 
1913 · 
1914 · 
1915 · 
1916 · 
1917 · 
1918 · 
1919 · 
1920 · 
1921 · 
1922 · 
1923 · 
1924 · 
1925 · 
1926 · 
1927 · 
1928 · 
1929 · 
1930 · 
1931 · 
1932 · 
1933 · 
1934 · 
1935 · 
1936 · 
1937 · 
1938 · 
1939 · 
1940 · 
1941 · 
1942 · 
1943 · 
1944 · 
1945 · 
1946 · 
1947 · 
1948 · 
1949 · 
1950 · 
1951 · 
1952 · 
1953 · 
1954 · 
1955 · 
1956 · 
1957 · 
1958 · 
1959 · 
1960 · 
1961 · 
1962 · 
1963 · 
1964 · 
1965 · 
1966 · 
1967 · 
1968 · 
1969 · 
1970 · 
1971 · 
1972 · 
1973 · 
1974 · 
1975 · 
1976 · 
1977 · 
1978 · 
1979 · 
1980 · 
1981 · 
1982 · 
1983 · 
1984 · 
1985 · 
1986 · 
1987 · 
1988 · 
1989 · 
1990 · 
1991 · 
1992 · 
1993 · 
1994 · 
1995 · 
1996 · 
1997 · 
1998 · 
1999 · 
2000 · 
2001 · 
2002 · 
2003 · 
2004 · 
2005 · 
2006 · 
2007 · 
2008 · 
2009 · 
2010 · 
2011 ·
2012 · 
2013 ·
2014 ·
2015 ·
2016 ·
2017 ·
2018 ·
2019 ·
2020 · 
2021 · 
2022 · 
2023 · 
2024 · 
2025